# Sesser
Sesser és una població dels Estats Units a l'estat d'Illinois. Segons el cens del 2000 tenia 2.128 habitants.

## Demografia
Segons el cens del 2000, Sesser tenia 2.128 habitants, 918 habitatges, i 584 famílies. La densitat de població era de 805,5 habitants/km².
Dels 918 habitatges en un 27,8% hi vivien nens de menys de 18 anys, en un 49,2% hi vivien parelles casades, en un 10,8% dones solteres, i en un 36,3% no eren unitats familiars. En el 33% dels habitatges hi vivien persones soles el 18,5% de les quals corresponia a persones de 65 anys o més que vivien soles. El nombre mitjà de persones vivint en cada habitatge era de 2,28 i el nombre mitjà de persones que vivien en cada família era de 2,88.
Per edats la població es repartia de la següent manera: un 23,3% tenia menys de 18 anys, un 8,7% entre 18 i 24, un 25,4% entre 25 i 44, un 23,6% de 45 a 60 i un 18,9% 65 anys o més.
L'edat mediana era de 40 anys. Per cada 100 dones de 18 o més anys hi havia 86,1 homes.
La renda mediana per habitatge era de 25.714 $ i la renda mediana per família de 33.203 $. Els homes tenien una renda mediana de 31.739 $ mentre que les dones 19.083 $. La renda per capita de la població era de 15.378 $. Aproximadament el 17,5% de les famílies i el 20,4% de la població estaven per davall del llindar de pobresa.

## Poblacions més properes
El següent diagrama mostra les poblacions més properes.